# والتر ميلر (لاعب كرة قدم)
والتر ميلر (بالإنجليزية: Walter Miller)‏ (1 يناير 1885 بنيوكاسل أبون تاين في المملكة المتحدة - 1 يناير 1928) هو لاعب كرة قدم بريطاني (وحمل سابقاً جنسية المملكة المتحدة لبريطانيا العظمى وأيرلندا) في مركز الهجوم. لعب مع شيفيلد وينزداي ونادي بلاكبول ونادي دندي ووست هام يونايتد ولينكولن سيتي أف سي وMerthyr Town F.C. ‏ ونادي لانارك الثالث.